# Cleopatra grandidieri
Cleopatra grandidieri е вид коремоного от семейство Paludomidae.

## Разпространение
Видът е разпространен в Мадагаскар.